# هونغ كونغ 97
هونغ كونغ 97 (بالإنجليزية: Hong Kong 97)‏ (باليابانية: 香港97)، هي لعبة فيديو فردية من تصنيف أكشن، صممها المبرمج الياباني كوالون كوروساوا، وهو صحفي وسياسي وناقد شيوعي، صدرت كلعبة مُسربة سنة 1995، وهذه اللعبة غير مرخصة من شركة نينتندو، وكان غلاف اللعبة عبارة عن الممثل الأمريكي بروس لي بجانب الخصم الافتراضي تونغ شو بينغ، وتظهر الصورة للسياسي الصيني المعروف دينج شياو بينج، وأثناء اللعبة ظهر صورة الممثل جاكي شان، حيث وفرت اللعبة ترجمتها إلى 3 لغات وهي الإنجليزية، اليابانية والصينية، وقد أثار إصدار اللعبة سخرية البعض، وذلك بسبب سوء التصميم والمقطع الصوتي الغنائي المكررة، وخلط بعض رموز الحزب الشيوعي الصيني بهذه اللعبة.

## المواقع الخارجية
- هونغ كونغ 97 على موقع IMDb (الإنجليزية)

- Game review on Hardcore Gaming 101
- Japanese article about the game in @wiki
- Japanese blog post talking more about the gameplay